# David Howard (giocatore di football americano)
David Howard (Columbia, 8 luglio 1987) è un ex giocatore di football americano statunitense che ha militato nel ruolo di defensive tackle nella National Football League (NFL).
Dopo aver giocato al college a football per i Brown Bears, fu scelto nel corso del settimo giro del Draft NFL 2010 dai Tennessee Titans. Howard è stato anche membro degli Oakland Raiders e dei Seattle Seahawks.

## Carriera universitaria
Howard al college giocò con i Brown Bears, squadra rappresentativa della Brown University.

## Carriera professionistica

### Tennessee Titans
Howard fu scelto dai Titans come 241º assoluto del draft 2010 e successivamente firmò un contratto di 4 anni con la squadra. Fu svincolato il 4 settembre 2010.

### Oakland Raiders
Howard firmò per la squadra di allenamento degli Oakland Raiders il 15 dicembre 2010 e vi rimase fino alla fine della stagione.

### Seattle Seahawks
Il 20 agosto 2011, Howard firmò coi Seattle Seahawks. Fu svincolato durante i tagli finali del roster il 3 settembre 2011.

### Jacksonville Jaguars
I Jacksonville Jaguars firmarono Howard il 16 aprile 2012.